# Parrasio
Parrasio (in greco antico: Παρράσιος?; Efeso, V secolo a.C. – IV secolo a.C.) è stato un pittore greco antico attivo principalmente ad Atene tra il 440 e il 385 a.C..

## Biografia
Le sue origini sono state tramandate dallo stesso Parrasio in un epigramma posto in fondo ad una delle sue opere, riportato da Ateneo di Naucrati che cita Clearco di Soli.
Parrasio nacque ad Efeso, figlio di Euenor, uno scultore e pittore di cui Plinio il Vecchio pone il floruit verso il 420 a.C., ma che è da considerare di epoca precedente stando ad altre fonti. Quintiliano (Institutio oratoria, 12.10.4), seguendo Senofonte (Memorabilia, III.X.1–5), pone l'attività di Parrasio durante la guerra del Peloponneso. Grazie ai contatti del padre, Parrasio si stabilì ad Atene dove fu introdotto nella cerchia di Fidia nell'ambito delle commissioni pubbliche per l'acropoli di Atene. Pausania (I.XXVIII.2)  ricorda i disegni preparatori per la decorazione eseguita da Mys sullo scudo bronzeo dell'Atena Promachos di Fidia: non è necessario pensare che disegni e decorazione debbano essere contemporanei all'erezione della statua, potendoli porre in un'epoca posteriore e corrispondente all'adolescenza di Parrasio. Un ulteriore collegamento tra Parrasio e Mys è dato dal ricordo dei disegni con una Ilioupersis realizzati per la decorazione di uno skyphos in metallo cesellato da Mys (Ateneo di Naucrati 11.782 b). Il collegamento con Mys pone queste opere giovanili di Parrasio intorno al 440 a.C. inducendo a ritenere troppo bassa la data che Plinio indica per il suo floruit, verso il 400-396 a.C.
Secondo Plinio, Parrasio fu in rivalità con l'altro grande pittore Zeusi.

## Opera

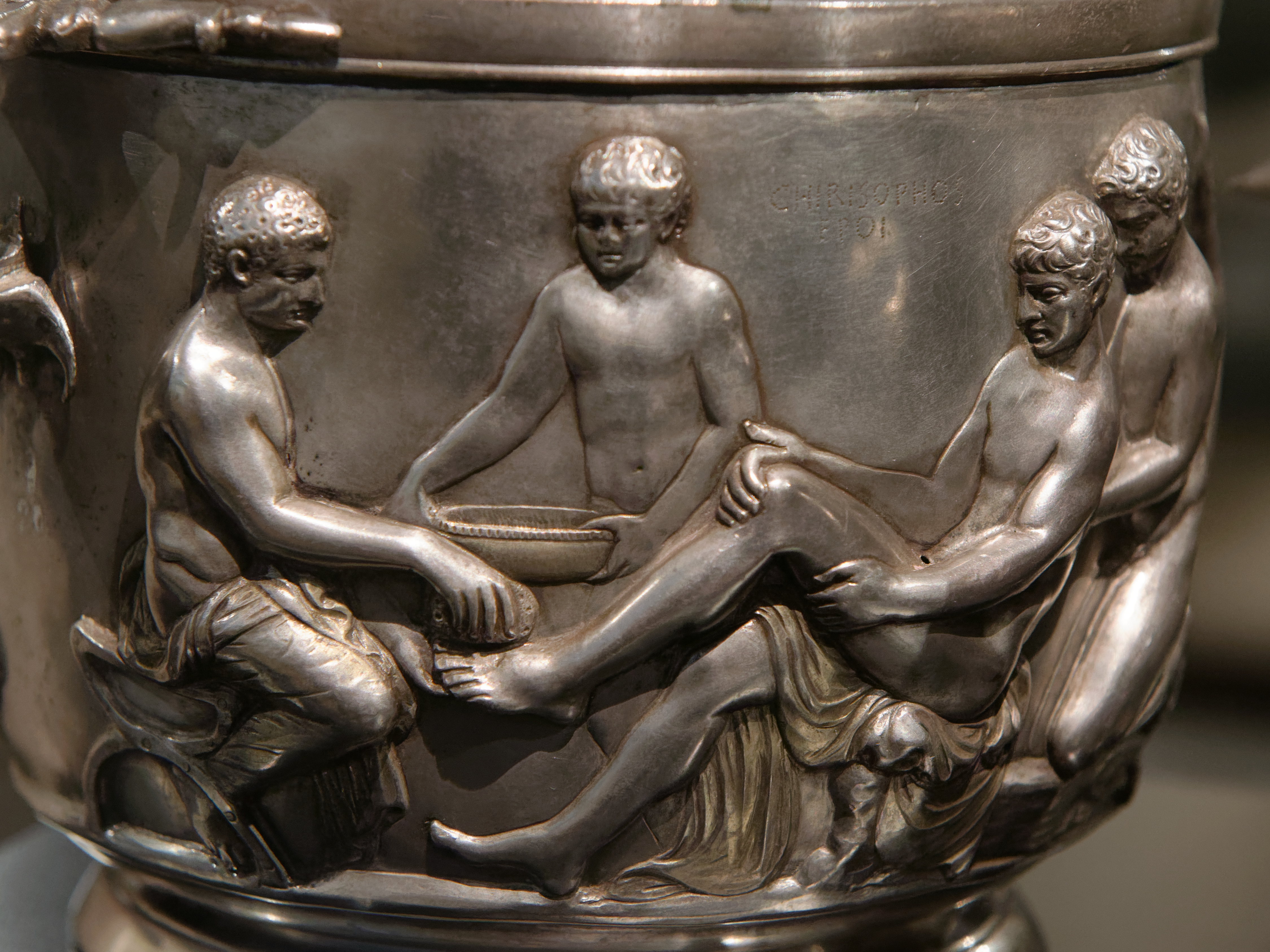
Filottete, coppa argentea "Hoby" (Nationalmuseet, Copenaghen), ritenuta dalla critica derivata dall'omonimo dipinto di Parrasio.

Plinio (Naturalis historia, XXXV) ci ha tramandato i titoli delle opere più famose di Parrasio descrivendone la tecnica la cui grandezza viene indicata, seguendo Senocrate di Sicione e Antigono di Caristo, due artisti di epoca ellenistica, nella padronanza del disegno e della linea di contorno. Non vi è cenno all'esistenza di apporti chiaroscurali neppure in Quintiliano; nei suoi epigrammi Parrasio sembra non temere rivali quanto alla propria arte, che non era quella che stava nascendo attraverso altra scuola e contro la quale ancora si pronunciava Platone, bensì l'unica arte ai suoi tempi riconosciuta, l'arte basata sul disegno e sulla linea di contorno, affermando di avervi raggiunto il limite massimo. Proprio perché la grandezza di Parrasio dovette consistere nella sua qualità di disegnatore, che condusse i suoi lavori ad essere modelli copiati anche in epoche più tarde, non è sembrata operazione imprudente cercarne l'eco in opere altrui e nelle testimonianze monumentali conservate.
Della rappresentazione delle sofferenze di Filottete a Lemno dipinta da Parrasio, di cui abbiamo notizia attraverso un epigramma di Glauco (Antologia greca, XVI. 111; ad essa forse si riferisce anche l'epigramma di Giuliano Egizio), si è vista traccia nell'iconografia del giovane seduto di tre quarti quale si trova in alcune lekythoi a fondo bianco appartenenti al gruppo che John Beazley ha riunito come Gruppo R. Queste lekythoi sono un esempio della capacità cui erano giunti gli artisti greci della fine del V secolo a.C. nel rappresentare la profondità e i volumi dei corpi attraverso una linea pura di contorno, quella capacità che Plinio riferisce a proposito di Parrasio.
Della capacità espressiva e della vivacità delle sue figure dovette essere esempio la personificazione del Demos di Atene, opera da collegarsi al dialogo tra Parrasio e Socrate riportato nei Memorabili di Senofonte, sulla possibilità da parte della pittura di rappresentare i caratteri umani. Rumpf, ricordando come la rappresentazione del Popolo fosse frequente nelle commedie della fine del V secolo a.C. (ne è un esempio I cavalieri di Aristofane) propone quest'opera di Parrasio come un possibile modello per maschere sceniche e opere vascolari di spirito parodistico di epoca successiva, sia ateniesi sia magnogreche.
L'opera commissionata da Rodi (città fondata nel 407 a.C.) era un gruppo con tre figure che seguiva uno schema compositivo diffuso e comune alla fine del V secolo a.C., esisteva ancora al tempo di Plinio.
Alcune opere di carattere licenzioso su tavola (libidines), datate posteriormente al 425 a.C., sono documentate come ancora esistenti in età imperiale.